# Municipio de Gunkel
El municipio de Gunkel (en inglés: Gunkel Township) es un municipio ubicado en el condado de Cass en el estado estadounidense de Dakota del Norte. En el año 2010 tenía una población de 43 habitantes y una densidad poblacional de 0,46 personas por km².

## Geografía
El municipio de Gunkel se encuentra ubicado en las coordenadas 47°6′30″N 97°8′1″O / 47.10833, -97.13361. Según la Oficina del Censo de los Estados Unidos, el municipio tiene una superficie total de 93.72 km², de la cual 93,72 km² corresponden a tierra firme y (0 %) 0 km² es agua.

## Demografía
Según el censo de 2010, había 43 personas residiendo en el municipio de Gunkel. La densidad de población era de 0,46 hab./km². De los 43 habitantes, el municipio de Gunkel estaba compuesto por el 100 % blancos. Del total de la población el 0 % eran hispanos o latinos de cualquier raza.